# فيك هال
فيك هال (بالإنجليزية: Vic Hall)‏ هو لاعب كرة قدم أمريكية أمريكي، ولد في 24 سبتمبر 1986 في لينشبرغ في الولايات المتحدة.